# خط ریومو
خط ریومو (به ژاپنی:両毛線, Ryōmō-sen) یکی از خطوط شرکت راه‌آهن شرق ژاپن است. این خط مابین ایستگاه اوساکی در شیناگاوا و ایستگاه اومیا در استان سایتاما کشیده شده‌است. این خط ۱۸ ایستگاه دارد.